# 拉莫特比勒
拉莫特比勒（法語：Lamotte-Buleux，法語發音：[lamɔt bylø]）是法国上法蘭西大區索姆省的一个市镇，属于阿布维尔区。

## 地理
拉莫特比勒（50°11'16"N, 1°49'53"E）面积6.16 平方千米，位于法国上法蘭西大區索姆省，该省份为法国北部沿海省份，北起加来海峡省和北部省，西接滨海塞纳省和大西洋英吉利海峡，南至瓦兹省，东临埃纳省。
与拉莫特比勒接壤的市镇（或旧市镇、城区）包括：讷伊洛皮塔勒、康希、福雷拉拜、努维永、勒蒂特尔、欧维莱尔。
拉莫特比勒的时区为UTC+01:00、UTC+02:00（夏令时）。

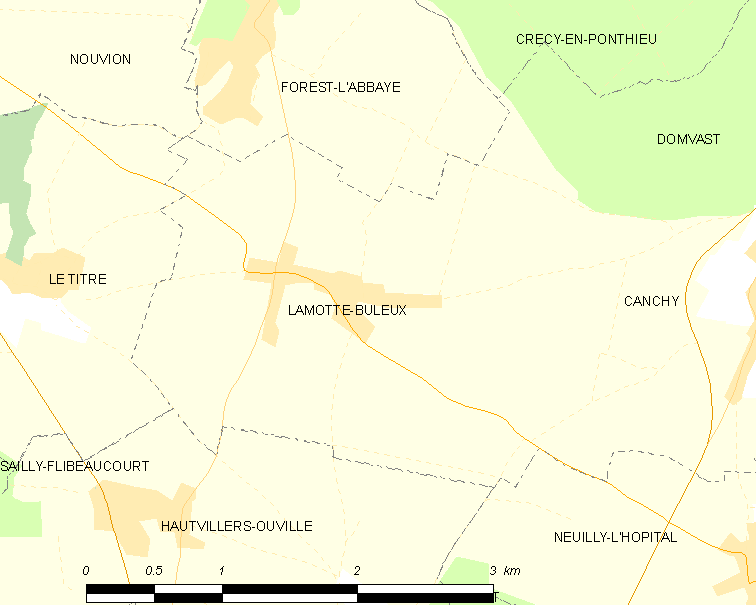
拉莫特比勒的OSM定位图

## 行政
拉莫特比勒的邮政编码为80150，INSEE市镇编码为80462。

## 政治
拉莫特比勒所属的省级选区为阿布维尔第一县。

## 人口

1962-2008年间拉莫特比勒人口变化图示

拉莫特比勒于2022年1月1日时的人口数量为330人。